# Amtshaus (Meienberg)

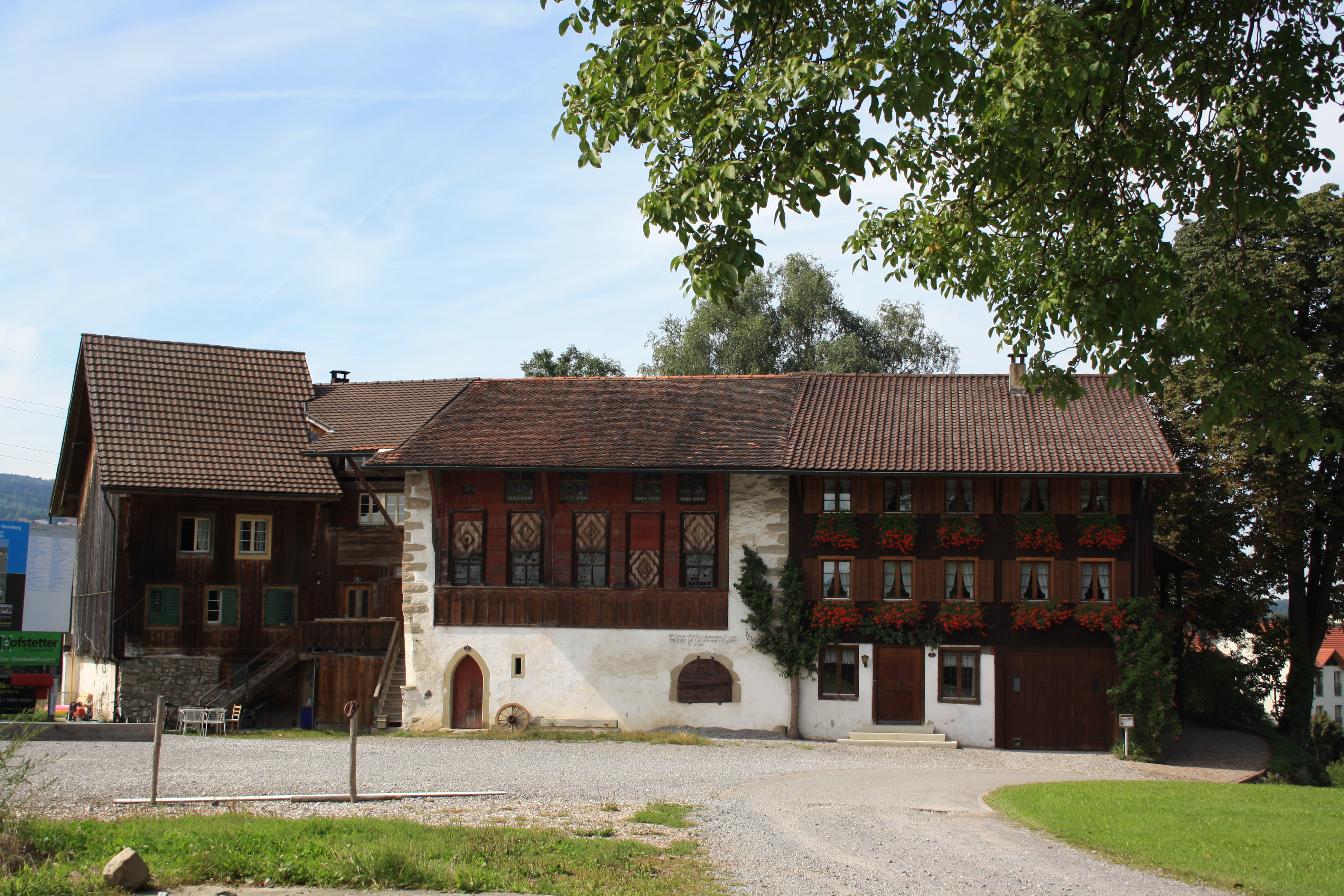
Amtshaus Meienberg

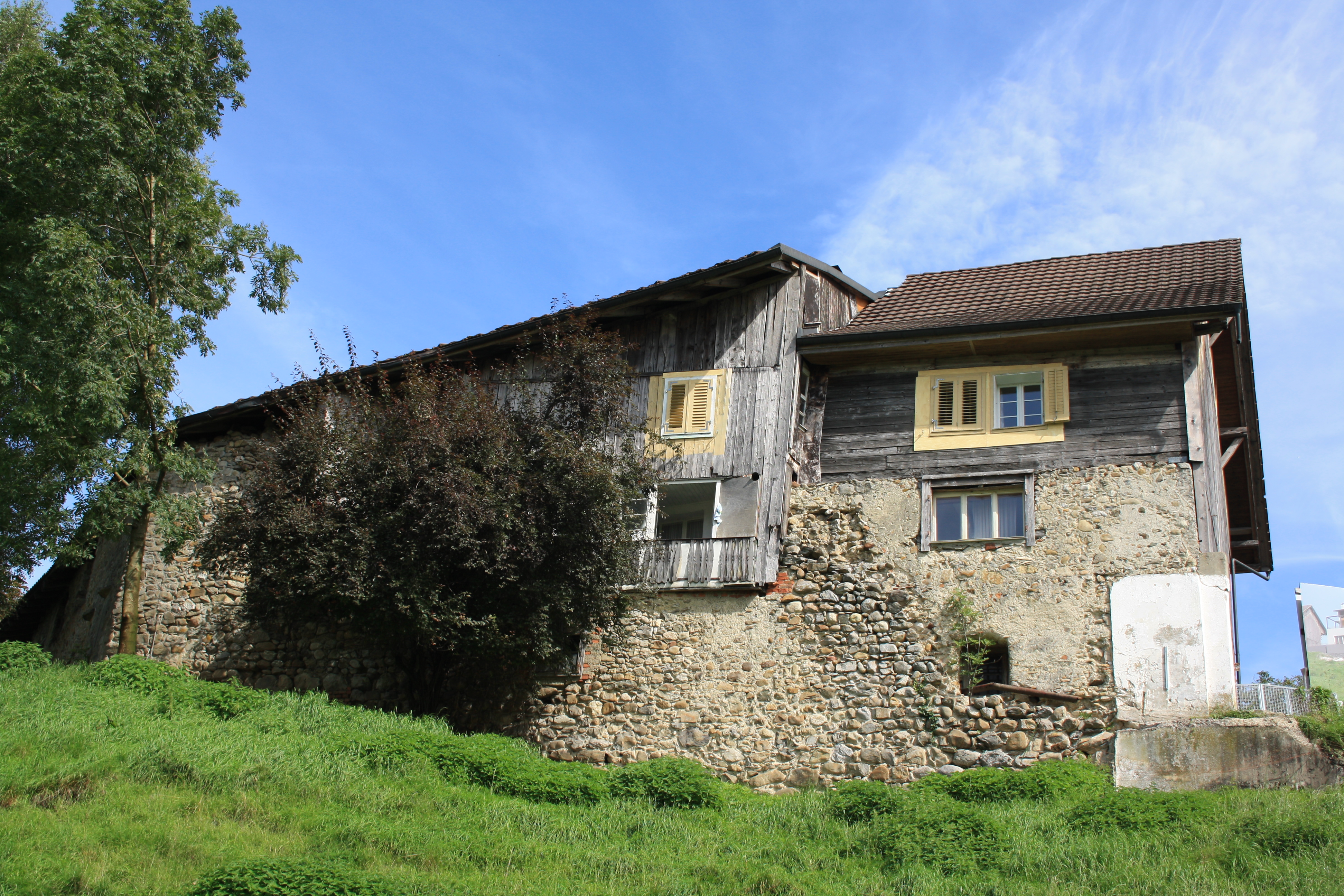
Rückseite des Amtshauses

Das Amtshaus ist ein denkmalgeschütztes Gebäude in Meienberg, einem zur Gemeinde Sins im Kanton Aargau gehörenden Dorf. Es war der Sitz des Amts- und Gerichtsschreibers des Amtes Meienberg, das bis 1798 Teil der Gemeinen Herrschaft der Freien Ämter war. Das Gebäude ist als Kulturgut von nationaler Bedeutung eingestuft.
Brandspuren belegen, dass das Amtshaus einst zusammen mit einem Wohnturm einen Gebäudekomplex bildete, der bis in die erste Hälfte des 13. Jahrhunderts zurückreicht. Der Komplex ging in Flammen auf, als die Eidgenossen im Januar 1386 während des Sempacherkriegs das Städtchen zerstörten. Erst 1575 wurde die Brandruine wieder bewohnbar gemacht; aus dieser Zeit stammt auch eine gekehlte Kielbogentür. 1765 erhielt das Gebäude auf seiner Südseite eine dekorativ bemalte Ständerfassade mit geflammten Fallläden (heute Kopie, die Originale befinden sich seit 1953 im Schweizerischen Landesmuseum). Neben den Hauseingang befindet sich in der Mauerecke der Schandpfahl, die rechts davon erhaltene Rundbogenöffnung ist die eines früheren Kaufladens. Die Mauern auf der Rückseite des Amtshauses sind nicht verputzt. Im Zentrum des davor liegenden Stadtplatzes vermutet man einen verschütteten 20 Meter tiefen Sodbrunnen.